# Die Sylvesterwette
Die Sylvesterwette ist eine Stummfilmoperette, welche die Deutsche Lichtspielopern-Gesellschaft (Delog) nach Patent von Jacob Beck 1919 in Berlin realisierte. In der Hauptrolle war Soubrette Molly Wessely zu sehen. Neben ihr bestimmten Henry Bender und Paul Westermeier die Handlung. Die Musik komponierte Jean Gilbert (Max Winterfeld).
Die Sylvesterwette war nach Wer in der Jugend nicht küßt (1918) der zweite Versuch von Jacob Becks Delog-Gesellschaft, ein eigenes Genre „Film-Operette“ durch Entwickeln eigener Stoffe und Kompositionen zu etablieren.

## Hintergrund
Manuskript und Liedtexte stammten von Willi Wolff und Martin Zickel. An der Kamera stand Max Fassbender. Der mitphotographierte Dirigent war Georg Enders.
Die Reichsfilmzensur verhängte am 30. Mai 1921 unter der Nummer 2567 über den Film ein Jugendverbot. Eine Pressevorführung fand am 12. Januar 1919 im Berliner U.T. Kurfürstendamm statt. Uraufgeführt wurde der Film am 21. Februar 1919 im Premierenkino der UFA Tauentzienpalast.

## Rezeption
Die Sylvesterwette wurde besprochen in:
- Der Film Nr. 51, 1918
- [Das] lebende Bild (lb) Nr. 20/21, 1919
- Kino-Briefe Nr. 6, 1919
- Kinematograph Nr. 620, 1919
- Kinematograph Nr. 629, 1919
- Kinematograph Nr. 630, 1919
- Kinematograph Nr. 634, 1919
- Kinematograph Nr. 642/3, 1919

Das Versprechen, die Operette werde „der grösste Schlager der Saison“, das die Gesellschaft im Februar 1919 in einer Werbeanzeige mit dem Bilde Jean Gilberts im Fachblatt Der Kinematograph Nr. 631 äußerte, sollte sich nicht erfüllen.
Der Film wurde nach nur einer Woche Laufzeit vom Spielplan abgesetzt.
Die Urheber der Produktion waren mit dem Ergebnis ebenso wenig zufrieden wir die Kritiker. Komponist Gilbert und seine Librettisten Wolff und Zickel distanzierten sich noch vor der Premiere von ihr; den Kritikern erschienen Regie, Darstellung und Ausstattung mangelhaft, erst recht die Musik und die Schlager. Der Filmkritiker Egon Jacobsohn schrieb: „Jedenfalls ist diese Operette ein Versager“.